# Готтфрід Штольценбург
Готтфрід Штольценбург (нім. Gottfried Stolzenburg; 8 грудня 1912, Ушюц — ?) — німецький офіцер-підводник, оберлейтенант-цур-зее резерву крігсмаріне (1 червня 1943).

## Біографія
В січні 1938 року вступив на флот. З січня 1942 року — 2-й вахтовий офіцер на підводному човні U-505. В лютому-березні 1943 року пройшов курс командира човна. З 23 березня 1943 по 13 липня 1944 року — командир U-11, з липня по 18 листопада 1944 року — U-554, з 7 березня по 3 травня 1945 року — U-2543.